# Ігнасіо Кортабаррія
Ігнасіо Кортабаррія (ісп. Ignacio Kortabarría; нар. 31 липня 1950, Аррасате) — іспанський футболіст, що грав на позиції захисника за клуб «Реал Сосьєдад» і національну збірну Іспанії.
Дворазовий чемпіон Іспанії.

## Клубна кар'єра
У дорослому футболі дебютував 1968 року виступами за «Сан-Себастьян», команду дублерів «Реал Сосьєдада», в якій провів три сезони, взявши участь у 77 матчах чемпіонату.
Із 1971 року почав грати за основну команду «Реал Сосьєдад», за який відіграв 14 сезонів. Більшість часу, проведеного у складі «Реал Сосьєдада», був основним гравцем захисту команди. Завершив професійну кар'єру футболіста виступами за команду «Реал Сосьєдад» у 1985 році. Був одним з ключових захисників команди, яка 1981 року уперше в історії сан-себастьянського футболу здобула титул чемпіона Іспанії, а наступного сезону зуміла захистити цей титул. Також ставав володарем Суперкубка Іспанії з футболу

## Виступи за збірні
1976 року дебютував в офіційних матчах у складі національної збірної Іспанії. Протягом кар'єри у національній команді, яка тривала 2 роки, провів у формі головної команди країни 4 матчі.

## Статистика виступів

### Статистика клубних виступів
| Сезон             | Команда           | Чемпіонат         | Чемпіонат | Чемпіонат |
| Сезон             | Команда           | Ліга              | Ігор      | Голів     |
| ----------------- | ----------------- | ----------------- | --------- | --------- |
| 1971–72           | «Реал Сосьєдад»   | ПД                | 14        | -         |
| 1972–73           | «Реал Сосьєдад»   | ПД                | 32        | -         |
| 1973–74           | «Реал Сосьєдад»   | ПД                | 29        | -         |
| 1974–75           | «Реал Сосьєдад»   | ПД                | 29        | -         |
| 1975–76           | «Реал Сосьєдад»   | ПД                | 25        | -         |
| 1976–77           | «Реал Сосьєдад»   | ПД                | 26        | 2         |
| 1977–78           | «Реал Сосьєдад»   | ПД                | 27        | 2         |
| 1978–79           | «Реал Сосьєдад»   | ПД                | 28        | -         |
| 1979–80           | «Реал Сосьєдад»   | ПД                | 29        | 1         |
| 1980–81           | «Реал Сосьєдад»   | ПД                | 30        | 5         |
| 1981–82           | «Реал Сосьєдад»   | ПД                | 31        | 6         |
| 1982–83           | «Реал Сосьєдад»   | ПД                | 28        | -         |
| 1983–84           | «Реал Сосьєдад»   | ПД                | 8         | -         |
| 1984–85           | «Реал Сосьєдад»   | ПД                | 12        | -         |
| Усього за кар'єру | Усього за кар'єру | Усього за кар'єру | 355       | 16        |

## Титули і досягнення
- Чемпіон Іспанії (2):

«Реал Сосьєдад»: 1980–1981, 1981–1982
- Володар Суперкубка Іспанії з футболу (1):

«Реал Сосьєдад»: 1982